# چاپگر برچسب

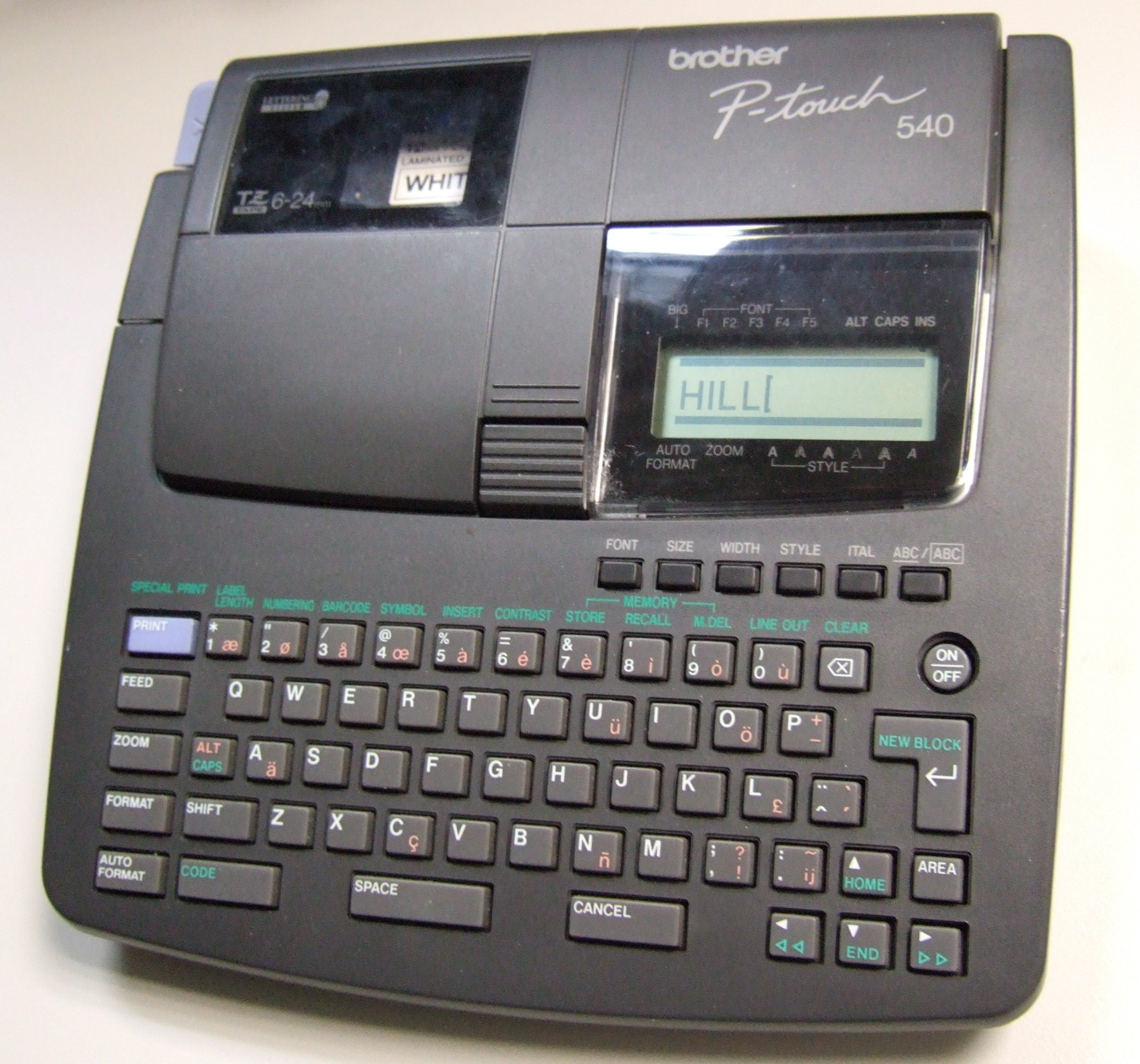
لیبل پرینتر ساخت صنایع برادر

چاپگر برچسب یا لیبل پرینتر (به انگلیسی: Label Printer) یک پرینتر کامپیوتری است که عمل چاپ را بر روی لیبل برچسب دار یا کارت استوک (تگ) انجام می‌دهد.
لیبل پرینتری که خود دارای صفحه کلید و نمایشگر است و به صورت مستقل عمل می‌کند (متصل به کامپیوتر نیست) اغلب لیبل ساز نامیده می‌شود.
لیبل پرینترها با پرینترهای معمولی متفاوت هستند زیرا نیازمند مکانیسم‌های خاص تغذیه کاغذ هستند تا استوک‌های رولی یا صفحات برش خورده (تا شده به شکل باد بزن) را به کار گیرند. شیوه رایج برای اتصال لیبل پرینترها شامل سریال   RS-232، یو اس بی (به انگلیسی: USB)، موازی، اترنت و انواع مختلف روش‌های بی سیم است.
لیبل پرینترها کاربردهای وسیعی دارند که شامل مدیریت زنجیره‌ای عرضه، چاپ قیمت فروش، لیبل‌های بسته‌بندی، چاپ روی نمونه‌های خون و مواد آزمایشگاهی و مدیریت دارایی‌های ثابت است.

## مکانیسم
طیف گسترده‌ای از مواد برچسبی، نظیر کاغذ و مواد پلیمر مصنوعی («پلاستیک») در لیبل پرینتر به کار می‌رود. چندین نوع از مکانیسم‌های چاپ نظیر مکانیسم‌های لیزری و تماسی نیز استفاده می‌شوند، اما مکانیسم‌های چاپ حرارتی معمولاً متداول‌تر هستند.

در اینجا دو نوع از پرینترهای حرارتی آمده‌است:

- پرینتر حرارتی مستقیم که از کاغذهای حساس به حرارت استفاده می‌کند (شبیه به کاغذهای حرارتی فکس). لیبل‌های حرارتی مستقیم به مرور زمان (معمولا ۶ تا ۱۲ ماه) کمرنگ می‌شوند؛ اگر در معرض گرما، نور مستقیم خورشید یا بخارات شیمیایی قرار گیرند عمر آن‌ها کوتاه می‌شود. از این رو لیبل‌های حرارتی مستقیم اصولا برای کاربردهای کوتاه مدت، مانند برچسب‌های حمل و نقل استفاده می‌شود.
- پرینتر انتقال حرارتی برای انجام یک چاپ دائمی از حرارت استفاده می‌کند تا جوهر را از ریبون بر روی برچسب انتقال دهد. برخی از پرینترهای انتقال حرارتی قادر به چاپ حرارتی مستقیم نیز هستند.

سه نوع ریبون برای استفاده در پرینترهای انتقال حرارتی وجود دارد:

1. وکس که پر کاربردترین است و در برابر لکه تا حدی مقاوم است که برای چاپ لیبل‌های کاغذی مات و نیمه براق مناسب است.
2. وکس/ رزین که در برابر لکه مقاوم است و برای کاغذهای نیمه براق و برخی از لیبل‌های ساخته شده از مواد مصنوعی مناسب است.
3. رزین که در برابر خراش و مواد شیمیایی مقاوم است و برای لیبل‌های دارای روکش مصنوعی مناسب است.

زمانی که چاپ بر روی استوک لیبل‌های متوالی صورت می‌گیرد، احتمال دارد که محل چاپ از لیبلی به لیبل دیگر کمی جابجا شود. بسیاری از لیبل پرینترها از یک سنسور استفاده می‌کنند که فاصله، درز، خط یا سوراخ‌های بین لیبل‌ها را مشخص کند تا از ثبت محدوده چاپ به وسیلهٔ ابزار نشانگر اطمینان حاصل کنند. این موضوع برای پرینتر این امکان را  فراهم می‌کند تا ورودی استوک لیبل را تنظیم کرده به‌طوری‌که پرینت با این ابزار به خوبی مطابقت داشته باشد.

## انواع لیبل پرینتر
- لیبل پرینترهای رومیزی که معمولاً برای کارهای سبک - تا متوسط- طراحی شده‌است، از رول با عرض ۴ اینچ استفاده می‌کند. این پرینترها بی صدا و ارزان قیمت هستند.
- لیبل پرینترهای تجاری که به‌طور معمول می‌تواند رول بزرگتری (تا عرض ۸ اینچ) را در خود جای دهد و مخصوص کار چاپ با حجم متوسط است.
- لیبل پرینترهای نیمه صنعتی که ویژگی های پرینتر لیبل زن تجاری را دارند، اما سرعت و کیفیت ساخت بالاتری ، علی الخصوص ماژول گرمایی را دارند.
- لیبل پرینترهای صنعتی که برای کارهای سنگین، کارکرد مداوم در انبارها، مراکز توزیع و کارخانجات طراحی شده‌است. لیبل پرینترهای صنعتی قابل حمل که برای انجام کارهای سنگین در محل، طراحی شده‌است. نمونه‌هایی از این کارها لیبل زدن برای دستگاه‌های الکتریکی، سایت‌های احداث، طبقاتی از کارخانه که در آن‌ها هیچ کامپیوتری وجود ندارد است.

پرینتر لیبل زن تجاری و نیمه صنعتی تالی داسکام

ریدرهای آر اف آی دی (به انگلیسی: RFID) لیبل پرینترهای مخصوصی هستند که هم‌زمان عمل چاپ و رمزدار کردن بر روی فرستنده‌های خودکار آر اف آی دی (به انگلیسی: RFID)(تگها) که به کاغذ یا مواد ترکیبی قابل چاپ را انجام می‌دهند. تگ‌های آر اف آی دی (به انگلیسی: RFID) نیازمند اطلاعات چاپ شده برای سازگاری برگشتی با سیستم‌های بارکد هستند، از این رو انسان می‌تواند  این تگ را تشخیص دهد.
- لیبل پرینترهای سفارشی که برای خودکار کردن فرایند برچسب زنی طراحی شده‌اند. این سیستم‌ها در تجهیزات کارخانجات و  انبارداری‌هایی که قاب و پالت آن‌ها برای حمل و نقل  باید برچسب زده شود رایج هستند.
- نرم افزار لیبل یک نرم افزار کامپیوتری است که بر روی یک کامپیوتر شخصی معمولی اجرا می‌شود و برای ایجاد یا قالب بندی کردن لیبل‌ها برای چاپ طراحی شده‌است.

این نرم افزار می‌تواند با استفاده از درایورهای پرینتر موجود در سیستم عامل یا درایورهای جاسازی شده در نرم افزار از طریق زیر سیستم پرینت سیستم عامل به چاپگر دسترسی داشته باشد.
همانطور که در این متن شرح داده شد این نرم افزار ممکن است با لیبل پرینترهای مخصوص کار کنند، یا برگه و لیبل‌های تغذیه متوالی در یک پرینر کامپیوتری معمولی را به کار گیرد.
- لیبل پرینترهای شخصی  یا لیبل سازها که دستگاه‌های دستی یا رومیزی کوچکی هستند.

آن‌ها برای استفاده در دفاتر خانگی، دفاتر کوچک یا کسب و کارهای کوچک در نظر گرفته شده‌اند.
قیمت این پرینترها به‌طور کلی بسیار کم است که همین ویژگی آن‌ها را در نزد کاربرانی که حجم کارشان کم است محبوب کرده‌است؛ اما آن‌ها بر روی نوارهای مخصوصی که اغلب حرارتی هستند چاپ انجام می‌دهند که معمولاً گران هستند. در گذشته، سیستم‌های مکانیکی که با برجسته‌سازی یک نوار پلاستیکی رنگی، به نام نوار امباس (آج زن)، کار می‌کردند رایج بود.
چکشی به شکل یک حرف الفبا شکل آن حرف را به صورت برجسته در طرف مقابل نوار ایجاد می‌کرد. پلاستیک برآمده شده بی رنگ می‌شود و تقابل دیداری به وجود می‌آورد. امروزه این مدل تقریباً به‌طور کامل با وسایل الکترونیکی انتقال حرارت که خود  دارای  صفحه کلید و صفحه نمایش و یک کارتریج جامع حاوی مواد برچسب (و ریبون چاپ، در صورت استفاده شدن) می‌باشند جایگزین شده‌است.

## مزایای خرید لیبل پرینتر
- امکان چاپ برچسب گارانتی برای کالای خود.
- چاپ لیبل برای کالا ها انبارگردانی برای کسب و کار ها را راحت تر می‌کند.
- از آنجایی که نیاز به سفارش چاپ لیبل ندارید و لیبل را با دستگاه لیبل شخصی چاپ می‌کنید, محصولات شما سریع تر به دست مشتری می‌رسند.
- امکان شخصی سازی و تغییر طراحی لیبل ها را در هز زمان دلخواه دارید.
- هزینه های چاپ لیبل خود را کم می‌کنید.